# Dianthus longiglumis
Dianthus longiglumis là loài thực vật có hoa thuộc họ Cẩm chướng. Loài này được Delile mô tả khoa học đầu tiên năm 1843.